# Súkhaia Palàtovka
Súkhaia Palàtovka (en rus: Сухая Палатовка) és un poble de l'óblast de Saràtov, a Rússia, segons el cens del 2010 no tenia cap habitant. Pertany al districte municipal d'Atkarsk.